# 玉越理寛
玉越 理寛（たまこし まさひろ、1974年7月11日 - ）は日本のドラマーである。愛知県出身。愛称は「タマ」など
元3B LAB.☆Sのメンバーで、担当はドラム・コーラスだったが2009年11月末に脱退した。

## 人物
- 大学時代は複数のインディーズバンドでドラムとして活動していた。ちなみに始めたのはジャズドラムからである。
- 小学生の時は草鞋を履いていたり、中学生では下駄を履いていたりもしていたらしい。
- とにかく日本文化が好きでバンドをやっていなかったら文化系の館長をしたかったらしい。
- 元々モヒカンの髪型をしていたが、2006年夏ごろからその髪型を畝沖修司に伝授し現在は髪形を変え、帽子を頻繁にかぶっている。
- 以前はメンバーの中で非常にブログの更新頻度が低かったが、現在はウェブラジオの収録以外ではメンバーと顔を合わせる機会が少なく(不仲ではない)、ファンからも心配されたこともあってか最近はブログも頻繁に更新するようになった。
- ドラムの師匠がいる（ブログで紹介された）。

## 3B LAB.☆結成
。ライブの打ち上げでたまたま岡平健治と千葉貴俊と出会い、勧誘を受けて3B LAB.☆のメンバーとなる。